# Île Élisabeth (Russie)
Pour les articles homonymes, voir Île Elizabeth.
L'île Élisabeth (en russe : Остров Елизаветы, Ostrov Ielizavety) est une petite île de la terre François-Joseph.

## Géographie
De forme ovale, située à 4,5 km au nord-ouest de l'île Salisbury, elle est libre de glace. Son point culminant est à 121 m d'altitude.

## Histoire
Appelée île Marie-Élisabeth (Mary Elizabeth Island) par Frederick G. Jackson en 1895, elle a été nommée en l'honneur de l'archiduchesse Élisabeth-Marie d'Autriche. Fridtjof Nansen visite l'île le 1er juin 1896 et y trouve des traces d'oies et des œufs. Le duc Louis-Amédée de Savoie et Umberto Cagni s'y sont arrêtés en 1899.